# 니컬러스 설
니컬러스 설(Nicholas Searle)은 영국의 작가이다.

## 생애
영국 콘월에서 자랐으며 바스 대학교와 괴팅겐 대학교에서 언어학을 공부했다. 25년 동안 영국 정보부 등의 부서에서 공무원으로 일했고, 뉴질랜드에서 일하기도 했다. 2011년 영국으로 돌아와 공무원직에서 은퇴한 후 취미로 글을 쓰기 시작했다. 2014년 출판 에이전시 커티스 브라운에서 주최하는 글쓰기 강좌를 수강했고, 그 강좌에서 썼던 글을 바탕으로 2016년 데뷔작 《굿 라이어》를 발표했다. 이 작품은 출간되자마자 존 르카레, 루스 렌들, 퍼트리샤 하이스미스를 연상시킨다는 호평을 받으며 영국에서만 10만 부 넘게 판매되었고 10개국에서 번역 계약이 체결되었다. 영국 추리 작가 협회가 데뷔작에 수여하는 뉴 블러드 대거상 최종 후보에 오르기도 했다. 또한 출간 직후 영화화 계약이 이루어져, 빌 콘돈이 감독을 맡고 헬렌 미렌과 이언 매켈런이 주연을 맡은 동명의 영화가 2019년 제작되었다.

## 저서

### 소설
- The Good Liar (2016) 《굿 라이어》, 이윤진 옮김(열린책들, 2019)
- A Traitor in the Family (2017)
- A Fatal Game (2019)